# Basel Adra

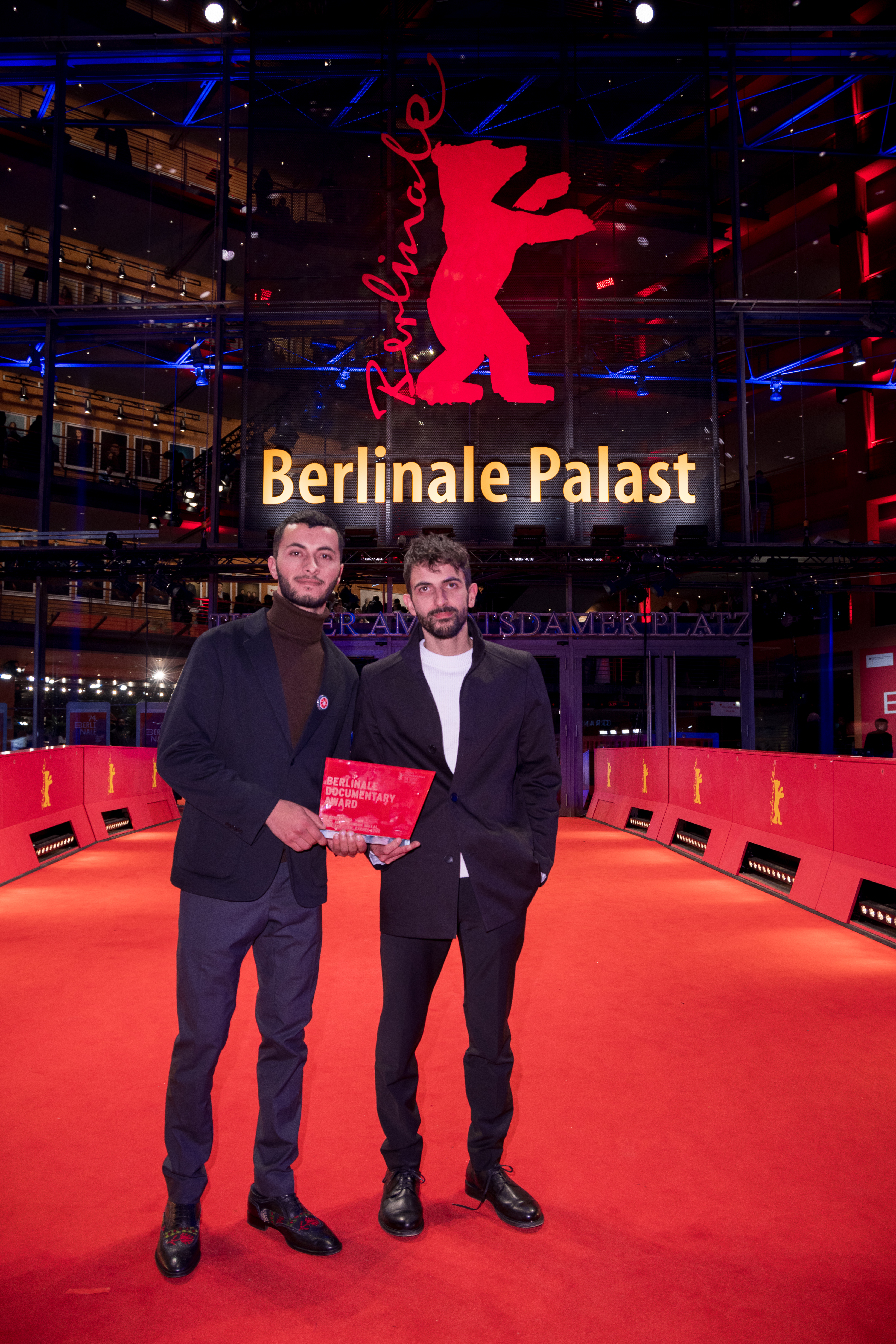
Basel Adra com Yuval Abraham, na Berlinale de 2024.

Basel Adra (Tawani, 1996) é um cineasta, advogado e jornalista palestiniano. Ele documentou as tentativas das Forças de Defesa de Israel (IDF) de expulsar os aldeões palestinianos da Cisjordânia ocupada e a violência cometida pelos colonos israelitas.  
Adra co-escreveu e co-realizou o documentário No Other Land, de 2024, com o jornalista israelita Yuval Abraham e os activistas Hamdan Ballal e Rachel Szor. O filme retrata a situação da comunidade sitiada de Masafer Yatta, onde Adra cresceu, mostrando as forças israelitas a demolir casas e a retirar à força famílias que ali vivem há gerações, reivindicando a terra para fins de treino militar. 
Estreou no 74º Festival Internacional de Cinema de Berlim e ganhou o Prémio do Público Panorama para Melhor Documentário e o Prémio de Documentário da Berlinale. 
Em 2025, o filme ganhou o Óscar de Melhor Documentário de Longa Metragem, fazendo de Adra o primeiro cineasta palestiniano a ganhar um Óscar. 

## Carreira e activismo
Adra é um ativista e fotógrafo voluntário da B'Tselem. Trabalha como jornalista para as publicações em linha +972 Magazine e Local Call, juntamente com o fotojornalista Oren Ziv, que escreveu o artigo da +972 Magazine na sequência das alegações do Channel 12 contra al-Adra.
Em 2022, foi espancado enquanto gravava as IDF a demolir uma estrutura que tinha construído, e detido em condições difíceis depois de filmar um ataque de um coordenador de segurança do exército israelita em 2023.

### Falsas alegações do Canal 12 e do HaKol HaYehudi
Em 2021, os noticiários HaKol HaYehudi e Channel 12 acusaram al-Adra de ter incendiado um edifício nas colinas de Hebron (Cisjordânia), alegando que ele tentou incriminar os colonos judeus e os soldados das Forças de Defesa Israelitas (FDI) pelo incidente.  As imagens das câmaras corporais utilizadas pelo Canal 12 mostram, pelo contrário, que o incêndio foi provocado por uma lata de gás lacrimogéneo disparada pelo exército israelita e que al-Adra pode ser visto a tentar apagá-lo.Desde então, o Canal 12 News e os meios de comunicação social de direita em Israel não conseguiram apresentar quaisquer provas que sustentem as suas alegações contra al-Adra e o canal noticioso afirmou que não tenciona investigar o incidente.

## No Other Land
Em fevereiro de 2024, o filme No Other Land, sobre a situação de Masafer Yatta, que co-escreveu e co-realizou com os israelitas Yuval Abraham e Rachel Szor e o palestiniano Hamdan Ballal, estreou no 74.º Festival Internacional de Cinema de Berlim e ganhou o prémio de Melhor Documentário da Berlinale e o Prémio Panorama do Público para Melhor Documentário. 

## Vida pessoal
O pai de Adra, Nasser, nasceu em At-Tuwani, município de Hebron, na Cisjordânia. Vive em Masafer Yatta, Hebron.Adra casou em 2024 e tem uma filha.
Em 3 de fevereiro de 2025, Adra foi atacado por extremistas colonos israelitas mascarados em Masafer Yatta. Em 24 de março de 2025, depois de o co-realizador de No Other Land, Hamdan Ballal, ter sido também atacado por colonos israelitas, Adra afirmou "Voltámos dos Óscares e, desde então, todos os dias nos atacam. Isto pode ser a vingança deles contra nós por termos feito o filme. É como se fosse um castigo". 

## Ligações Externas
- UN Palestinian Rights Committee | Documenting Occupation: Basel Adra’s Powerful Testimony at the UN (2025)